# Plastic People (Zappa)
"Plastic People" je první skladba z alba Absolutely Free z roku 1967 od skupiny Mothers of Invention vedenou Frankem Zappou. Skladba vyšla i na albu You Can't Do That on Stage Anymore, Vol. 1. Název skladby inspiroval českou undergroundovou skupinu The Plastic People of the Universe.